# ダーク・エンジェル (バンド)
ダーク・エンジェル（Dark Angel） は、アメリカ合衆国出身のスラッシュメタル・バンド。
米国西海岸のスラッシュ・シーン黎明期から活動するバンドの一つ。解散の変遷を経ながら、2013年に活動を再開した。

## 概要・略歴

### 結成から解散まで (1981年 - 1992年)
1981年、ジム・ダーキン（ギター）らを中心に、ヘヴィメタル・バンド「シェルショック (Shellshock)」を結成。後に同名バンドの存在を知り、1983年頃に「ダーク・エンジェル」と改名する。
1985年、ファースト・アルバム『ウィ・ハブ・アライブド』でデビュー。
1986年、ドラマーのジャック・シュワルツが脱退し、後任にスレイヤーのローディーをしていたジーン・ホグランが加入。新鋭レーベル「コンバット・レコード」に移籍し、セカンド・アルバム『ダークネス・ディセンズ』をリリース。業界から高い評価を得る。
1989年、ボーカルがドン・ドーティからロン・ラインハートに、ベースがロビー・ヤーンからマイク・ゴンザレスに交代。サード・アルバム『リーヴ・スカーズ』をリリース。初めて全米チャートにランクインした。
1990年、ジム・ダーキンが脱退し、後任に元ヴァイキングのブレット・エリクセンが加入。この時点で創設メンバーが不在となり、ジーン・ホグランらの主導体制となる。同年、初のライブ・アルバム『ライヴ・スカーズ』をリリース。
1991年、アルバム『タイム・ダズ・ノット・ヒール』をリリース。
1992年、アルバムの制作に着手するも、ジーン・ホグランのデス加入など、各々が新たなキャリアを追求し始めバンドは崩壊した。

### 再結成後 (2002年 - 現在)
2002年、ジーン・ホグランらを中心に、10年ぶりにライブ活動を再開。しかし創設メンバーは不参加であった。
2005年、ロン・ラインハートが健康を害した影響もあり、活動を停止する。

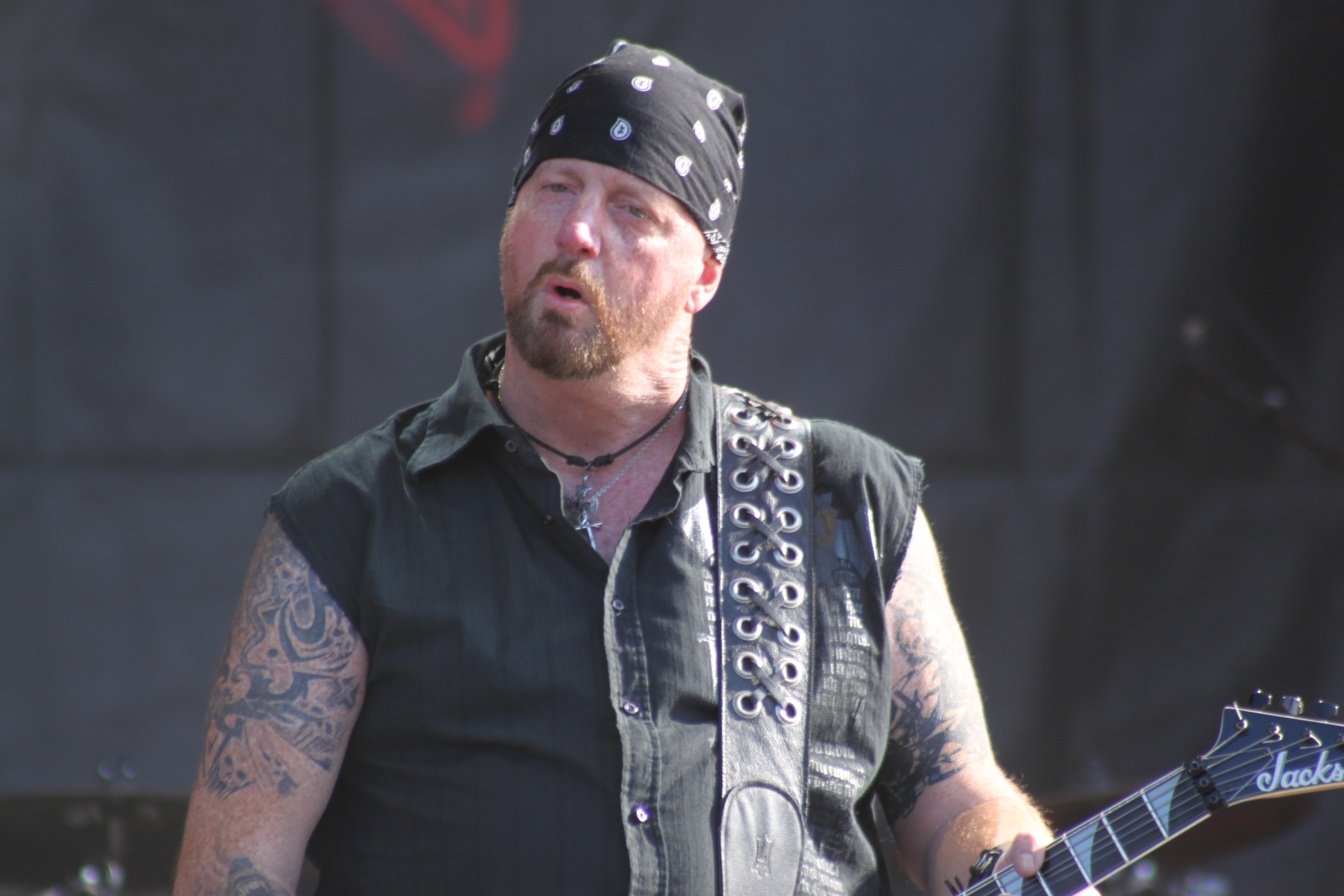
創設メンバーで唯一復帰したジム・ダーキン（2014年）

2013年、創設メンバーのジム・ダーキンが復帰し活動を再開。翌年からは、アルバム制作にも着手し始める。
2016年、「THRASH DOMINATION 16」にて初来日公演。デビュー30周年を記念し、カナダにてアルバム『タイム・ダズ・ノット・ヒール』の完全再現ライブを実施。
2023年、唯一の在籍創設メンバー、ジム・ダーキンが死去。

## スタイル
スラッシュメタルの中でも、同郷地域のスレイヤーのようなアグレッシブなスタイルを特徴とする。地元ロサンゼルスには、近隣サンフランシスコの「ベイエリア・スラッシュ」といったような明確なスタイルがなく、「ハードコア・パンクやNWOBHMの影響が大きかった」と説明している。
アルバム『タイム・ダズ・ノット・ヒール』の初版に使用したキャッチコピー「9曲で67分。246のリフ!」については、ジーン・ホグランが実際に自身で数えたと述べている。「何気ないエピソードとして話したつもりだったが、当時の担当者に宣伝で使われた」と明かしている。

## メンバー
※2024年4月時点

### 現ラインナップ
- ロン・ラインハート (Ron Rinehart) - ボーカル (1987年-1992年、2002年-2005年、2013年- )
- エリック・メイヤー (Eric Meyer) - ギター (1984年-1992年、2002年-2005年、2013年- )
- ローラ・クリスティーン (Laura Christine) - ギター (2023年- 、サポート参加:2020年-2023年)
- マイク・ゴンザレス (Mike Gonzalez) - ベース (1986年-1992年、2013年- )
- ジーン・ホグラン (Gene Hoglan) - ドラムス (1984年-1992年、2002年-2005年、2013年- ) ※元テスタメント

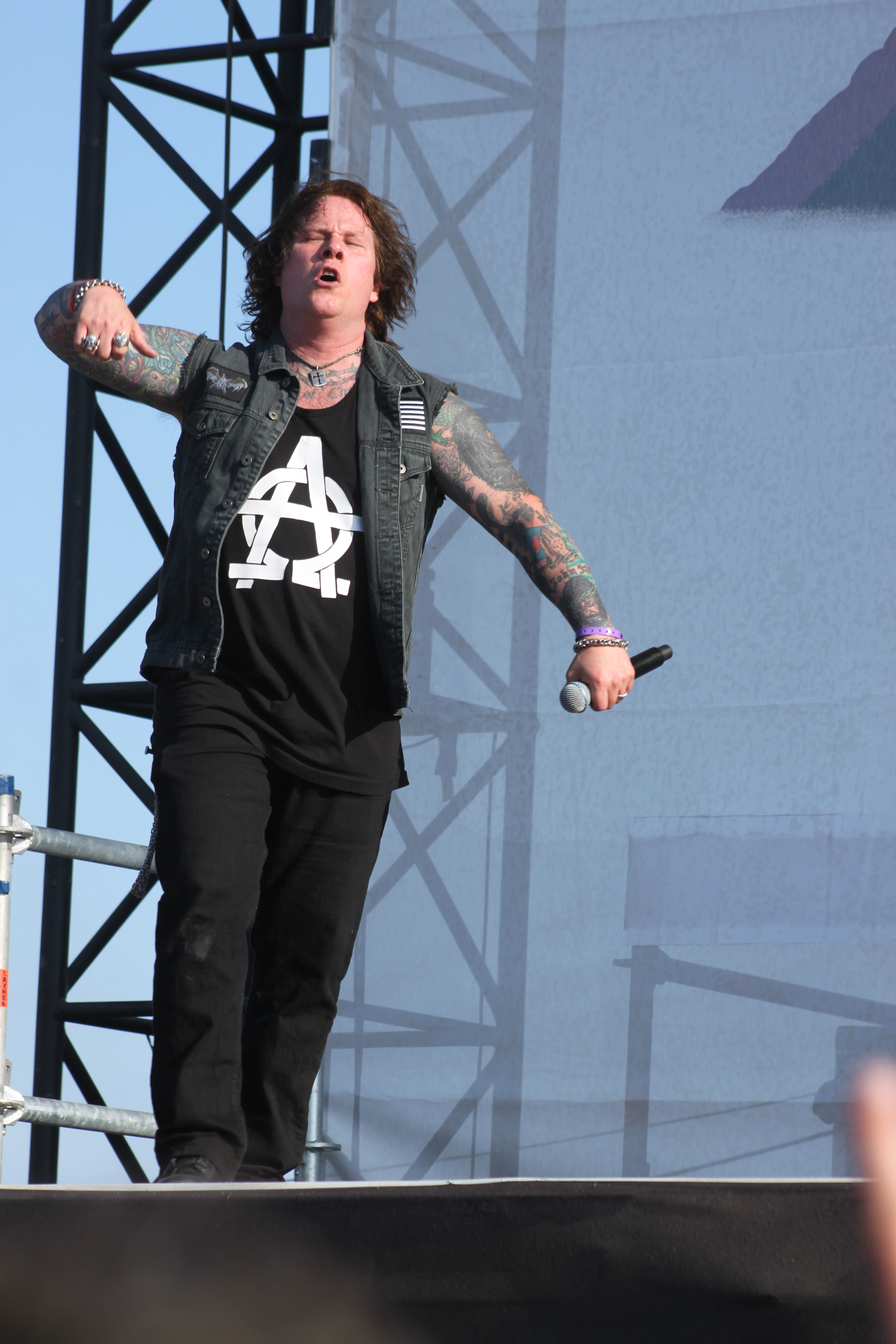
ロン・ラインハート (Vo) 2014年
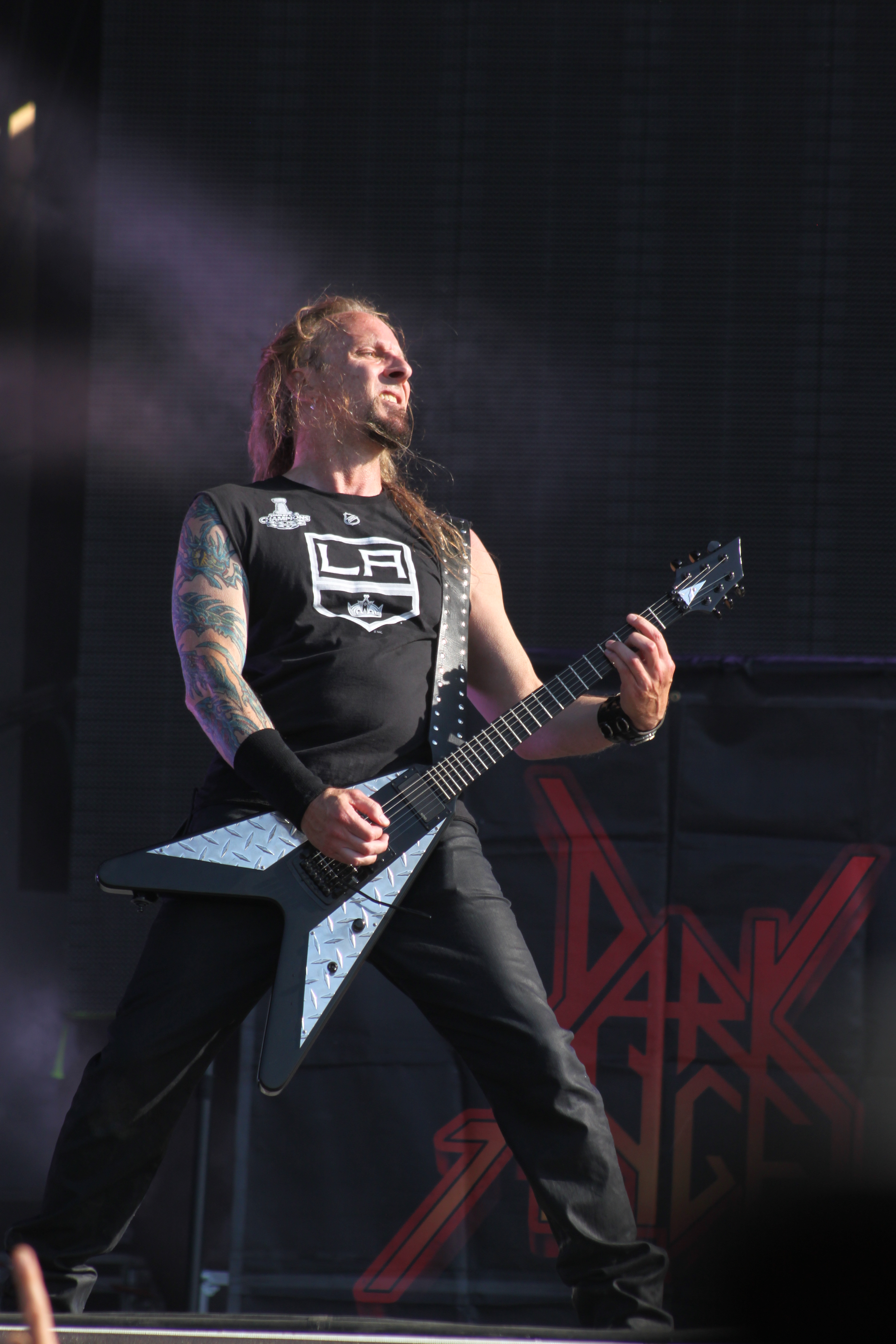
エリック・メイヤー (G) 2014年
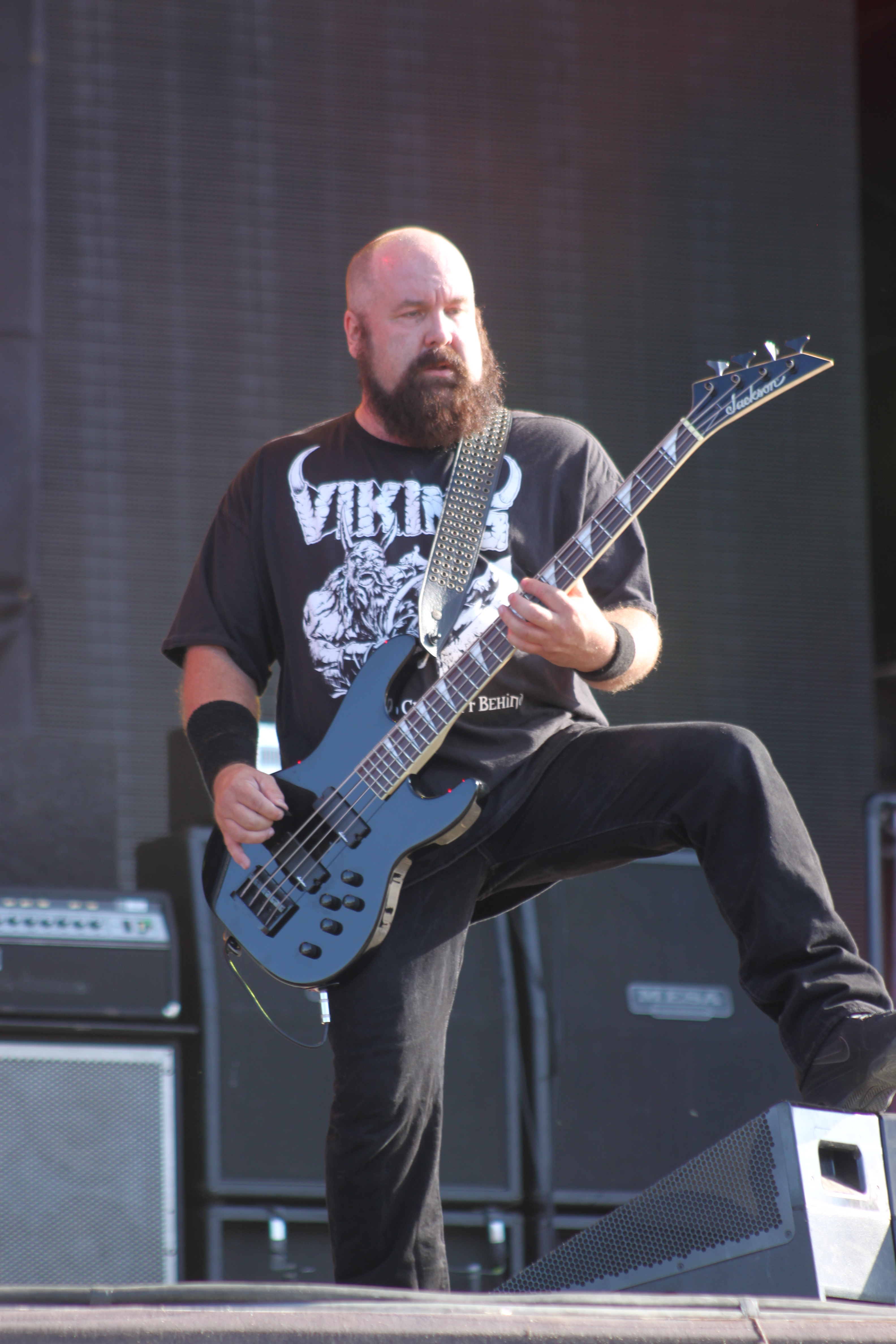
マイク・ゴンザレス (B) 2014年
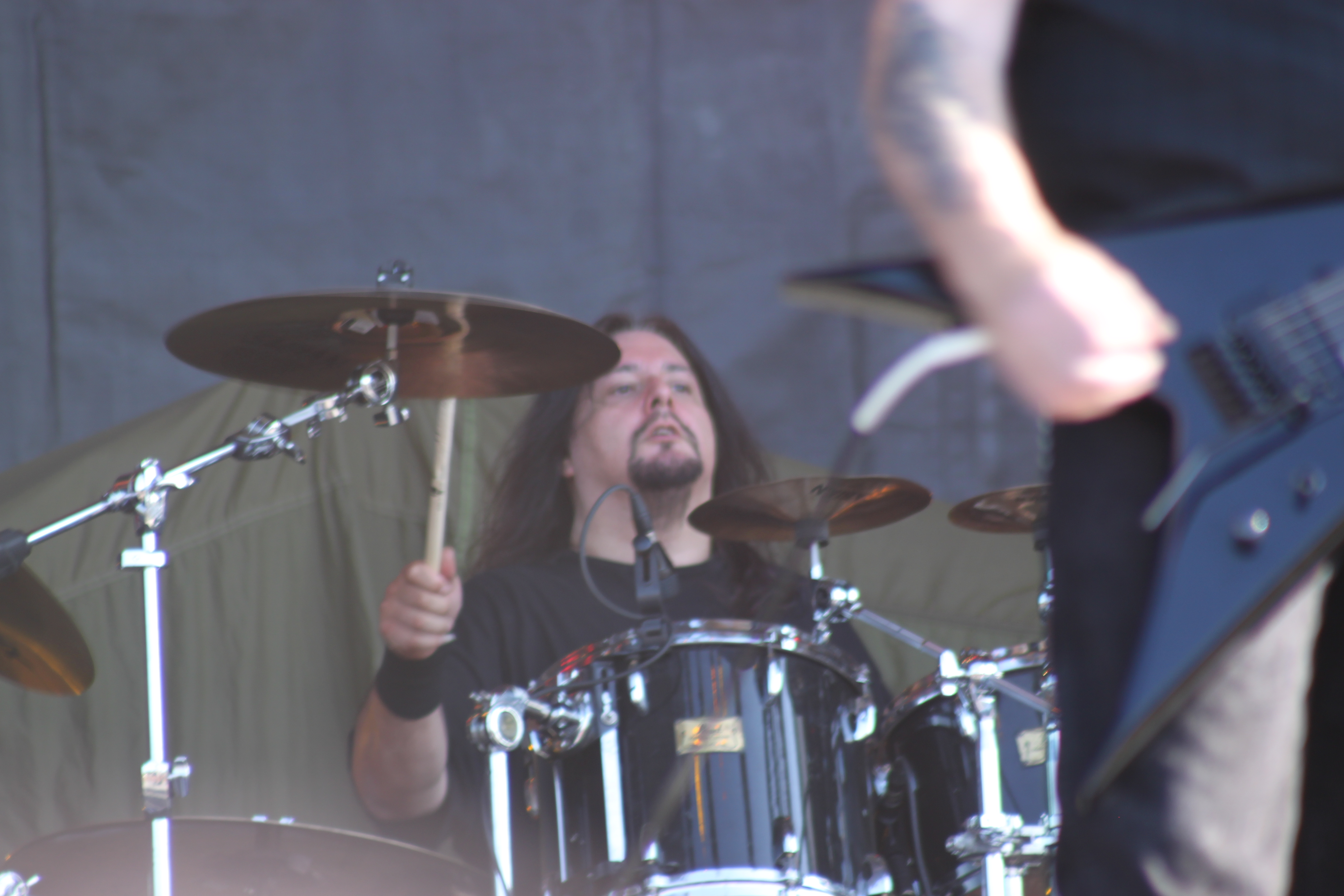
ジーン・ホグラン (Ds) 2014年

### 旧メンバー
- ジム・ダーキン (Jim Durkin) - ギター (1981年-1989年、2013年-2023年) ※2023年死去
- ドン・ドーティ (Don Doty) - ボーカル (1981年-1987年)
- ロブ・ヤーン (Rob Yahn) - ベース (1981年-1986年)
- マイク・アンドラーデ (Mike Andrade) - ドラムス (1981年-1983年)
- ジャック・シュワルツ (Jack Schwartz) - ドラムス (1983年-1984年)
- ボブ・ガーリー (Bob Gourley) - ドラムス (1984年)
- リー・ラウシュ (Lee Rausch) - ドラムス (1984年)
- ジム・ドラボス (Jim Drabos) - ボーカル (1987年)
- ブレット・エリクセン (Brett Ericksen) - ギター (1989年-1992年)
- クリス・マッカーティー (Cris McCarthy) - ギター (1991年-1992年)
- ダニエル・ウィリアムス (Danyael Williams) - ベース (2002年-2005年)

## ディスコグラフィ

### スタジオ・アルバム
- 『ウィ・ハブ・アライブド』 - We Have Arrived (1985年)
- 『ダークネス・ディセンズ』 - Darkness Descends (1986年)
- 『リーヴ・スカーズ』 - Leave Scars (1989年)
- 『タイム・ダズ・ノット・ヒール』 - Time Does Not Heal (1991年)

### ライブ・アルバム
- 『ライヴ・スカーズ』 - Live Scars (1990年)

### コンピレーション・アルバム
- 『ベスト・オブ・ダーク・エンジェル』 - Decade of Chaos: The Best of Dark Angel (1992年)

### デモ
- Gonna Burn (1983年)
- Demo II (1983年)
- Live Demo (1984年)
- Live Demo from Berkeley (1985年)
- Atrocity Exhibition (1992年)

### シングル
- "Merciless Death" (1985年)
- "Act of Contrition" (1991年)

### 映像作品
- Various Artists : Ultimate Revenge 2 (1989年) ※VHS、CD with フォビドゥン、フェイス・オア・フィアー、デス、レイヴン
- Various Artists : 『3ウェイ・スラッシュ』 - 3-Way Thrash (1990年) ※VHS、レーザーディスク with D.A.M.、キャンドルマス

### 参加コンピレーション・アルバム
- Various Artists : 『メタリック・アタック - メタリカ・ジ・アルティメット・トリビュート』 - Metallic Attack: Metallica - The Ultimate Tribute (2004年) ※「クリーピング・デス」をカバー